# Alfredo Casero
Alfredo Ángel Casero (Vicente López, provincia de Buenos Aires; 12 de noviembre de 1962) es un actor, comediante y cantante argentino.

## Biografía
Su primer trabajo, según relató en televisión, fue en una publicidad de mostaza. Estudió en el colegio de los Hermanos Maristas. A la edad de 49 años descubrió a través de una prueba de ADN cuál era su verdadera familia paterna. Tiene tres hijos: Guillermina, Nazareno y Minerva Casero, los dos últimos también actores.

## Carrera como actor

### Teatro y televisión
Comenzó a trabajar en el humor-underground de Buenos Aires, en el Parakultural.
Gran admirador del actor cómico Benny Hill, gran inspirador para él y otros cómicos como los españoles Santiago Segura o El Gran Wyoming.
Casero llegó a la televisión con “De la Cabeza". En el año 1993, emigraron del canal para producir el programa con Raúl Naya, debido a los cambios efectuados en la grilla del canal (separaron a Cenderelli), para darle paso Carlos Montero, Cha Cha Cha” que duró cuatro temporadas.
En 1996, presentó su show “Sans Enchuff”, en 1997 el programa tuvo el subtítulo de “Cha Cha Cha: La Parrilla del Xeñor”. El último programa  salió al aire el 13 de agosto de 1997.
Casero en el último programa aclaró que si bien podría fácilmente atribuir el final del programa a la "censura" con Peperino Pómoro, reconoció que el verdadero motivo era la escasez de televidentes, por lo cual se determinó finalmente el cierre de este último programa en 1997.
Aunque sólo salió al aire una emisión, en 1997 Casero presentó “Muenas Nochex” en América TV, a medianoche.
En 1998, Casero comenzó sus presentaciones de un espectáculo de música y monólogos: “Sólo para Entendidos”, en el Teatro Concert de la calle Corrientes, que estuvo en cartel por tres años consecutivos (hasta diciembre de 2000).
Tiempo después de su alejamiento de la TV como cómico, Casero participaría como actor dramático, en exitosos unitarios.
En Vulnerables (1999), Casero encarnaba a Roberto Chitti, un particular rol cuya interpretación le valió la nominación a Mejor Actor Revelación para los premios Martín Fierro. La serie tuvo dos temporadas y ganó el premio Broadcasting del año 2000.
Casero participó del unitario Culpables (2001). Su papel era el de un cocinero, casado con Gabriela Toscano, con dos hijos –uno de ellos interpretado por su propio hijo Nazareno-, cansado de la rutina familiar y abrumado por la culpa por la muerte de su mejor amigo, cuya antigua novia es ahora su esposa… Un excelente producto dirigido por Daniel Barone. El unitario ganó el premio Martín Fierro de Oro del año 2002.
En 2002, volvió a la calle Corrientes con “Casero, la opción del Barrio” en el Teatro Concert.
Luego la troupe se mudó a Carlos Paz, Córdoba, en el verano de 2003, al Teatro Variedades Concert con un nuevo show: “Flanes de flores”. 
Casero regresó a la televisión en 2004 con Locas de Amor, la historia de tres mujeres, cada una con una patología diferente, que dejan la internación en un hospital psiquiátrico para compartir un departamento, como parte de un tratamiento destinado a reinsertarlas en la sociedad. Dirigida por Daniel Barone, y protagonizada por Leticia Brédice, Julieta Díaz, Soledad Villamil, Diego Peretti y el propio Casero.
En 2004, Alfredo Casero condujo en TV un programa de entretenimientos: “Uno contra Todos” la versión local de un formato holandés, basado en un juego de preguntas y respuestas, con importantes premios en efectivo. Fue emitido por Canal 13 de Buenos Aires, y Canal 10 de Uruguay, y producido por Endemol Argentina.
En 2005 participó en la serie cómica producida por Adrián Suar "Sin Código" (Segunda Parte).
2007: “The Casero Experimendo”, es un show multimedia que se presentó en el teatro ND Ateneo de Buenos Aires, con gran éxito y excelentes críticas. En él, Casero hace uso de variados recursos: animación, video, música en vivo, monólogos, entregando al público un producto único que sorprendía de principio a fin.
En 2009, "A casaerian extravaganza", un espectáculo de formato similar a "The casero experimendo", se presentó en el N/D Ateneo, recibiendo muy buenas críticas.
En 2013 protagonizó Farsantes, junto a su compañera artística de toda la vida Vivian El Jaber, Julio Chávez, Facundo Arana, Benjamín Vicuña y Griselda Siciliani.

### Cine
Tras un notorio papel en la película Antigua vida mía, de Héctor Olivera, Alfredo Casero protagonizó en el año 2001 la película de Daniel Burman, Todas las azafatas van al cielo, con la actriz Íngrid Rubio.
En 2005 presenta Mucho abarca; mucho aprieta en las afueras de Azul, que relata la filmación de "Cacho el camionero", videoclip de uno de sus temas.
En 2006, La Fundación Huésped preestrenó Cortos que animan: 5 historias sobre VIH/SIDA en los cines de Abasto Shopping en el marco del 8º Festival Internacional de Cine Independiente de Buenos Aires. Estos cortos luego serían exhibidos en la cadena MTV.
La película, con una duración de cuarenta minutos, está compuesta por cinco cortometrajes que abordan distintos aspectos de la problemática. Cada corto utiliza distintas técnicas de animación como stop motion, collage, 2D y 3D y fue dirigido por distinguidos realizadores como Juan Manuel Antín, Juan Pablo Zaramella, Nuts Studios, Alejandro Szykula y Lorena Sagiryan. Alfredo Casero junto a Guillermo Francella y Jorge D'Elía dan voz a algunos de los personajes.
Alfredo Casero participó como voz invitada del corto Rolo y Colo en: "No te hagas la cabeza", con dirección de Juan Manuel Antín, guiones de Andrea Hellemeyer, Juan Antín, Gabino Calónico y producción ejecutiva de Julián Becker. El argumento gira en torno a las aventuras sexuales de Rolo, que mientras cuenta sus anécdotas, empieza a temer haber contraído el virus HIV.
En el año 2008 protagoniza la película Gigantes de Valdés, con Federico D'Elía, Miguel Dedovich, Isabel Macedo, Mirta Wons, Georgina Barbarossa y Jorge Sesán.
En el año 2017, participó con un papel muy gracioso en El fútbol o yo, interpretando al padrino de alcoholismo del personaje principal. El personaje de Casero era "Roca". 
En el año 2019 consigue un protagónico en la película rodada en San Justo llamada Motonauta del espacio donde encarna a un científico dedicado a la fabricación de alfajores de goma.[cita requerida]

## Carrera musical
Además de su carrera como humorista, ha incursionado en la música. En 1994 lanzó Gestando la Halibour con su banda, la Halibour Fiberglass Sereneiders, formada por Javier Malosetti, Lito Epumer, Juan Carlos "Mono" Fontana, Jota Morelli y Cristian Judurcha, 
Además grabó en 1996, Alma de camión, con la Kerosene Light Orchestra, producido por Nicolás Posse Molina.[cita requerida] En 1997 participó de la canción «Ojo con los Orozco» de León Gieco.
Su mayor éxito fue el disco de 2001 Casaerius, álbum que incluyó una canción compuesta originalmente por el músico nipón Kazufumi Miyazawa. «Shima Uta» integró el disco oficial de la Copa Mundial de Fútbol de 2002 como el tema argentino oficial. También incluyó el éxito en Argentina «Pizza conmigo». Este álbum lo lleva en muchas ocasiones a Japón, donde graba tres discos más, uno totalmente en uchinaguchi -lengua oficial de Okinawa- y dos más; uno de ellos un compilado con el grupo japonés The Boom. Igualmente es invitado al programa Takeshi Dodaremo Picasso, de Takeshi Kitano, o el matinal Tokudane.[cita requerida]
En 2005, lanzó Hiperfinits Firulets en el cual dos importantes bandas fueron invitadas, Ataque 77 para la canción "Cacho" y Catupecu Machu para la canción "Tetsuwan Atomu".

## Controversias
En 2018, haciéndose eco de varias voces, puso en duda la legitimidad de la organización Abuelas de Plaza de Mayo. En una entrevista con Alejandro Fantino en el programa Animales sueltos comentó:

Casero: “... los kirchneristas les mintieron a los pibes. Y les siguieron mintiendo. ¿Viste el último nieto que encontró la Carlotto, un pibe de 40 años?”.

Fantino: “No. No, no, es una cosa muy sensible”.
Casero: “A mí no me parece nada sensible, a mí lo que me parece sensible es que hayamos estado viviendo tanto tiempo... yo quiero tener la verdad de todo”.
Fantino: “Pero recuperaron un nieto...”
Casero: “¿Estás seguro que el último señor es un nieto recuperado? Quiero estar seguro de todos los nietos porque la forma en que hablan... no hablan como si estuvieran a cargo de un organismo de Derechos humanos, están haciendo política y yo no quiero Derechos Humanos que estén haciendo política”.

Al respecto la Asociación Argentina de Actores respondió: 

La insensibilidad e incapacidad demostrada por dicho afiliado para ponerle un límite a su incomprensible odio, atacando lo que es un patrimonio moral de nuestro país, es una conducta abominable, ajena a las actrices y actores argentinos.

Es un acérrimo crítico de Abuelas de Plaza de Mayo, del macrismo, del periodismo, del kirchnerismo.
En 2022, Casero fue como invitado panelista al programa de Luis Majul, donde luego de pasar un video de un discurso de Cristina Fernández de Kirchner, Majul y otros panelistas comenzaron a criticarla. Posteriormente Casero quiso plantear, con tensión en su discurso, que todos los políticos hacían lo mismo, pero ante las repetidas interrupciones y el tono sarcástico del conductor Casero golpeó la mesa, se levantó y se dirigió al panel de periodistas diciendo: “Ustedes periodistas, que les va bien y lo primero que hacen es ponerse pantalones chupines y ganar plata. La gente está en la calle y siguen viendo si está bien o está mal que esa persona esté o no esté ahí. Ustedes tendrían que sacar a esa gente de ahí, porque los políticos no pueden”.

## Filmografía

### Televisión
| Año            | Título               | Papel                                                      | Canal                             |
| -------------- | -------------------- | ---------------------------------------------------------- | --------------------------------- |
| 1992-1993      | De la cabeza         | Fleitas y Chechile, El Show del Clío, Manhattan Ruiz, etc. | América TV                        |
| 1993           | Good Show            |                                                            | Telefe                            |
| 1993/1995-1997 | Cha cha cha          | Director y actor                                           | América TV                        |
| 1995           | Nico                 | Anjélica Conchaforte de Pocahontas                         | Telefe                            |
| 1996           | Cine casero          | Personaje desconocido                                      | América TV                        |
| 1997           | Muenas nochex        | Personaje desconocido                                      | América TV                        |
| 1999           | Casero en castellano | Personaje desconocido                                      | El Trece                          |
| 1999-2000      | Vulnerables          | Roberto Chitti                                             | El Trece                          |
| 2001           | Culpables            | Aníbal Villini                                             | El Trece                          |
| 2003-2005      | Karate For Ever      |                                                            | I.Sat                             |
| 2004           | Uno contra todos     |                                                            | El Trece                          |
| 2004           | Locas de amor        | Roque Rizzutti                                             | El Trece                          |
| 2005           | Sin código           | 'Rolo' Wasserman                                           | El Trece                          |
| 2006           | A Todo Culorr        | Director, actor y alma mater                               | El Trece                          |
| 2008           | 5 minutos más        | Choy Cholo                                                 | Cartoon Network                   |
| 2008           | Carton Netguor       |                                                            | Cartoon Network                   |
| 2009           | Tratame bien         | Nacho                                                      | El Trece                          |
| 2010           | Para vestir santos   | David                                                      | El Trece                          |
| 2011           | Los Únicos           | 'Rolo' Wasserman (cameo)                                   | El Trece                          |
| 2012           | La dueña             | Juez Oliverio Carranza                                     | Telefe                            |
| 2012           | El donante           | Cameo                                                      | Telefe                            |
| 2013           | Farsantes            | Marcos Labrapoulos                                         | El Trece                          |
| 2014-2015      | Guapas               | Oscar Falcón                                               | El Trece                          |
| 2018-2019      | El host              | Isidoro                                                    | Fox, Fox Premium Series, El Trece |

### Cine
| Año  | Título                                               | Papel                        |
| ---- | ---------------------------------------------------- | ---------------------------- |
| 1993 | Encuentros lejanos (cortometraje)                    |                              |
| 2000 | Los Pintín al rescate                                | Cacho                        |
| 2000 | Felicidades                                          | Freddy                       |
| 2001 | Antigua vida mía                                     | Alejandro                    |
| 2002 | Todas las azafatas van al cielo                      | Julián                       |
| 2003 | El día que me amen                                   | Cheche                       |
| 2005 | Lifting de corazón                                   | Taxista                      |
| 2005 | Condón Express                                       | Negro                        |
| 2006 | Rolo y Colo en: No te hagas la cabeza (cortometraje) | Voz                          |
| 2008 | Gigantes de Valdés                                   | Capitán Morelo               |
| 2011 | Juan y Eva                                           | Spruille Braden              |
| 2012 | Dos más dos                                          | Pablo                        |
| 2013 | La reconstrucción                                    | Mario                        |
| 2015 | El espejo de los otros                               | José                         |
| 2015 | Cha3dmubi                                            | Director, actor y alma mater |
| 2017 | El fútbol o yo                                       | Roca                         |
| 2021 | Sola                                                 |                              |

## Discografía
| Año  | Título                                      |
| 1994 | Gestando a la Halibour (con Mex Urtizberea) |
| 1996 | Alma de camión                              |
| 1999 | Pirata Vol. 1                               |
| 2001 | Casaerius                                   |
| 2003 | Tetsuwan Atomu                              |
| 2004 | Shima Uta                                   |
| 2005 | Hiperfinits Firulets                        |

## Radio
En la Rock & Pop:
- Programa El circo mágico del Doctor Vaporeso

## Premios
- Premios Clarín 2001: Mejor actor en televisión por Culpables.
- Premios Carlos Gardel 2001: Producción del año y Artista pop revelación  por Casaerius; Mejor videoclip y Mejor canción por Shima Uta.
- Premios Konex 2001: Diploma al mérito - Unipersonal.
- Premios Clarín 2003: Mejor actor de reparto en cine por El día que me amen.
- Premios Martín Fierro 2004: Mejor actor de unitario y/o miniserie por Locas de amor.
- Premios Konex 2011: Diploma al mérito - Actor de televisión.